# Prínia del desert

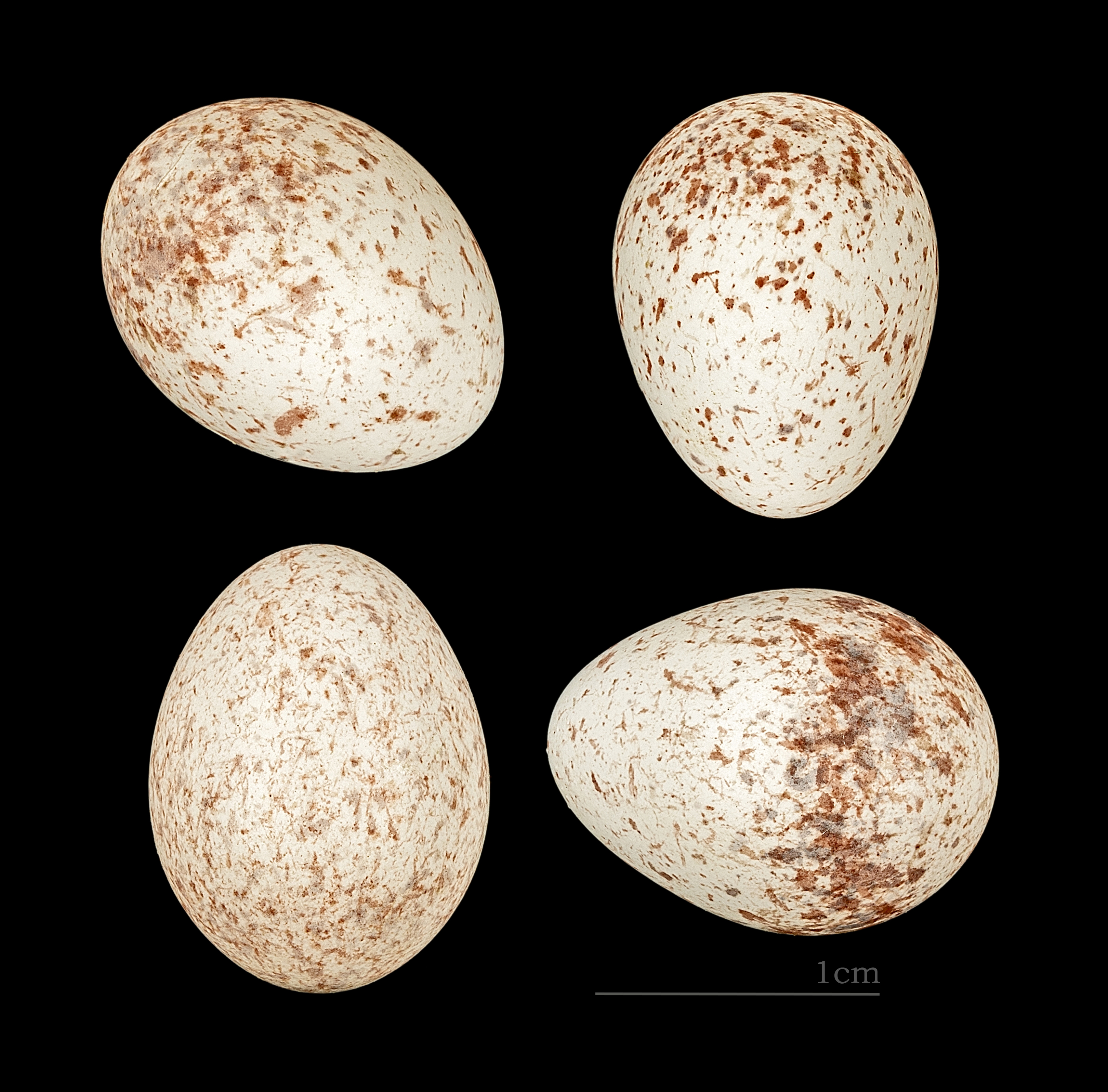
Scotocerca inquieta saharae

La prínia del desert o trist del desert (Scotocerca inquieta) és l'única espècie d'ocell del gènere Scotocerca Sundevall, 1872, inclosa fins fa poc a la família dels cètids (Cettidae) i que arran els treballs de Silke Fregin i col·laboradors (2012) s'ha ubicat a la seva pròpia família: els escotocèrtids (Scotocercidae). El seu estat de conservació es considera de risc mínim.

## Hàbitat i distribució
Habita matolls àrids i semi-deserts des de Mauritània, Sàhara Occidental i Marroc, cap a l'est, a través del nord d'Àfrica, Pròxim Orient i Península Aràbiga, fins a Iraq, l'Iran, Uzbekistan, Turkmenistan, Kazakhstan, Afganistan i l'oest del Pakistan.

## Taxonomia
Segons la llista mundial d'ocells del Congrés Ornitològic Internacional (versió 13.2, juliol 2023) aquest tàxon seria l'única espècie de la família dels escotocèrtids. Tanmateix, altres obres taxonòmiques, com el Handook of the Birds of the World i la quarta versió de la BirdLife International Checklist of the birds of the world (Desembre 2019), consideren que en aquesta família hi ha 37 espècies, car hi inclouen també totes les espècies que el COI considera que pertanyen als cètids (cettidae), als eritocèrtids (Erythrocercidae) i els hílids (Hyliidae).